# سو مين ناينج
سو مين ناينج (بالبورمية: စိုးမင်းနိုင်)‏ هو لاعب كرة قدم ميانماري، ولد في 1 يوليو 1990 في ميانمار. شارك مع منتخب ميانمار لكرة القدم. أما مع النوادي، فقد لعب مع Magwe F.C. ‏.